# Nederlandsche Visscherijcentrale
Het archief van de Nederlandsche Visscherijcentrale is het enige archief van de crisiscentrales – dat althans gedeeltelijk – is bewaard gebleven. Daar ook de visserij destijds niet ontkwam aan de gevolgen van de economische crisis die in de jaren 1930-1940 Nederland trof, was het noodzakelijk, ook voor de visserij maatregelen te nemen. Deze werden mogelijk door een wijziging van de Landbouwcrisiswet 1933 waarbij onder meer werd bepaald dat onder Landbouw ook Visserij werd begrepen. Bovendien werd bij een aanvullende wet vis aangeduid als crisisproduct.

## Oorsprong
Om hierin de nodige organisatie te brengen, werd voor het seizoen 1933-1934 opgericht de Stichting voor de Nederlandse haringvisserij welke werd aangewezen als crisisorganisatie overeenkomstig het Crisisorganisatiebesluit 1933. De taak van de Nederlandse Visserijcentrale was uitvoering te geven aan de maatregelen, die waren genomen ten aanzien van haring, ansjovis, oesters, mosselen, consumptiegarnalen, zeevis, zoetwatervis en wulken. Ook voor de ansjovis werden nog vóór het tot stand komen van de Nederlandse Visserijcentrale speciale maatregelen genomen krachtens de Landbouwcrisiswet 1933.
De Nederlandse Visserijcentrale was tevens belast met de uitvoering van de maatregelen betreffende de contingentering ten aanzien van de in- en uitvoer van vis en visserijproducten. Ze was gevestigd in de gebouwen Juliana van Stolberglaan 1 en 3 in Den Haag. Door het geallieerde bombardement van 3 maart 1945 op het Haagse Bezuidenhout werden de beide gebouwen geheel verwoest. Het archief uit de periode 1934-1940 is ten gevolge van deze oorlogshandelingen verloren gegaan.

## Opheffing
Bij de centralisatie van de crisisdiensten werden de Stichting voor de Nederlandse Haringvisserij en de Nederlandse Ansjoviscentrale ontbonden en ondergebracht in één nieuw op te richten Nederlandse Visserijcentrale bij beschikking van 15 september 1934. Na het tot stand komen van de zogenaamde Organisatie Woltersom, waarbij onder meer met ingang van 15 november 1942 het Bedrijfschap voor Visserijproducten werd ingesteld, werd de Nederlandse Visserijcentrale bij beschikking van 1 november 1943, met ingang van 1 januari 1944, opgeheven. Door de aanwezigheid tijdens de Tweede Wereldoorlog van een Hafenüberwachungsstelle te IJmuiden werd overigens de zeevisserij een twistappel tussen de zowel direct- als indirectbetrokkenen.

## Machtsstrijd
Want naast de directbetrokkenen, te weten de reders en de vissers en een der indirectbetrokkenen, de Nederlandse Visserijcentrale, die alles rondom de zeevisserij meende te kunnen/mogen regelen, drong de in IJmuiden gevestigde Hafenüberwachungsstelle als andere indirectbetrokkene zich steeds meer op aan de zeevisserij. Dit vond niet in het minst plaats door een aanwezigheid binnen de Hafenüberwachungsstelle van een machtbelust iemand, t.w. de Nederlandse oud-koopvaardijofficier Jan Dirk Vader. Deze koesterde een meer dan warme sympathie voor het nationaalsocialisme. Dit laatste was de Duitse leiding van de Hafenüberwachungsstelle meer dan welgevallig. Met name de Duitse marineofficier Nettelrodt – hoofd der Nederlandse kustcontrole, Kapitän der Kriegsmarine en adjudant van de Admiral der Niederlande Hoffmann – maakte gebruik van Vader terwijl deze op zijn beurt gebruik maakte van Nettelrodt en consorte.
Minder een machtsstrijd, maar meer een wisseling van de wacht op voordracht van de bezetter, was het vertrek op 25 oktober 1941 van de toenmalige voorzitter van de Nederlandse Visserijcentrale, mr. J.H. Kiewiet de Jonge. Deze had vanaf 12 november 1936 het voorzitterschap van de Centrale bekleed maar hem werd lijdelijk verzet tegen de bezetter toegedicht waardoor hij kon worden ontslagen. In zijn plaats werd per dezelfde datum benoemd mr. dr. W.J.C.A. Nijgh. Deze, ongetwijfeld Duitsgezind, was al een bekende binnen het visserijwereldje daar hij – vóór zijn benoeming hier – een der commissarissen was van de Hollandsche Crediet- en Agentuur Maatschappij, (H.C.A.M.). Deze H.C.A.M. was betrokken bij het uitreden van vissersschepen die in werkelijkheid in zee fungeerden als spionageloggers voor de Marine-Abwehr.

## Jan Dirk Vader
Op voorspraak van zijn chef, de Kapitän Nettelrodt, werd Vader per 1 december 1941 bij de Nederlandse Visserijcentrale benoemd tot Chef der Noordzeevisscherij. Vader, en in diens verlengde Nettelrodt, dachten door deze functie meer greep te krijgen op het doen en laten van de Centrale, van de vissersvloot en van haar aanvoer en veilen van de vangst. De post was van korte duur want Vaders ontslag volgde al zeer weldra door interne tegenwerking en geruzie. Hij verliet de Centrale in de loop van januari 1942. Nettelrodt gaf hem daarom opnieuw een functie binnen de Hafenüberwachungsstelle van IJmuiden. In de loop van 1941 werd de directeur van de Centrale, drs. D.J. van Dijk, van zijn functie ontheven. Er was onenigheid ontstaan tussen de Duitse overheersers en de later van zijn post ontheven directeur. Hij werd voor de tijd van zes maanden gedetineerd en pas na het aantreden van een nieuwe directeur werd Van Dijk in vrijheid gesteld. Van Dijks plaats bij de Centrale werd vanaf 28 juli 1941 ingenomen door de Katwijkse reder en NSB'er Nicolaas Haasnoot. Vooraf was de Scheveningse reder Simon Vrolijk, directeur van de NV Vischhandel, Reederij en IJsfabriek Vrolijk en eveneens NSB'er, voor dit nieuwe directeurschap benaderd maar hij gaf aan zijn huidige functie de voorkeur.
Wanneer men al had gedacht dat Jan Dirk Vader van de Hafenüberwachungsstelle intussen voorgoed van het toneel was verdwenen dan had men het wat dat betreft mis. Want de Duitsgezinde Haasnoot zou diverse keren met Vader de degens moeten kruisen. Dit gaf overduidelijk aan dat niet alleen tussen wel- en niet Duitsgezinden, maar ook tussen NSB'ers en Duitsgezinden een voortdurende onderlinge competitie gaande was. Door de toenemende voedselschaarste was vis namelijk een belangrijk handelsproduct geworden. Voor wat betreft de export van vis naar Duitsland gaf Haasnoot overigens in een naoorlogse verklaring aan dat daarvan tijdens zijn directeurschap geen sprake was geweest. Dit naoorlogse gegeven druist nogal in tegen een van zijn doelstellingen die Haasnoot aan het begin van zijn directeursfunctie presenteerde: zie hiernavolgende alinea.

## Activiteiten van de Visserijcentrale
De vissersvloot werd al in de beginjaren van de oorlog door de Duitsers gecentraliseerd in de havens van IJmuiden. Dat wil zeggen dat ook de vis daar werd afgeslagen. De Nederlandse Visserijcentrale had met deze aspecten te maken. De op 28 juli 1941 aangetreden directeur Haasnoot gaf meer gepreciseerd aan dat het doel van zijn Centrale was: de algemene toestanden in de visserij verbeteren, de export bevorderen en het prijsniveau naar boven halen. Dit klonk in theorie meer dan goed maar de werkelijkheid was een andere. De Duitsers onttrokken namelijk steeds meer schepen aan de vissersvloot en de niet gevorderde vissersschepen werden meer en meer geconfronteerd met een tekort aan brandstof. De Nederlandse Visserijcentrale gaf daarom regels uit die inhielden dat schepen slechts mochten uitvaren aan de hand van toerbeurten.
De Nederlandse Visserijcentrale, lees: de Duitse overheid, bepaalde bij regelgeving hoeveel schepen – vissend – in zee mochten zijn. Daarvoor werd een maximum gesteld. Het aantal in bedrijf zijnde Nederlandse vissersschepen overtrof echter dit maximum. Een der regels nu kwam erop neer dat elk vissersschip, niet voorzien van een gasgenerator, per maand vijf achtereenvolgende dagen zou mogen vissen. De overige schepen mochten – voor zover zij niet waren aangewezen om gedurende een periode van vijf achtereenvolgende visdagen per maand stil te liggen – onbeperkt vissen. Als visdag werd beschouwd elke dag waarop gevist kon en mocht worden.
Voor de vissende schepen gold een vrijgegeven gebied waarbinnen mocht worden gevist. Patrouilleschepen signaleerden steeds overtreders zodat de Nederlandse Visserijcentrale, lees de Kriegsmarine, ging voorschrijven dat bij herhaling van een overtreding door een bepaald schip, alle schepen van die rederij voor de duur van de oorlog van visserij zouden worden uitgesloten. De  patrouilleschepen behoorden eigenlijk tot de vissersvloot maar ze visten niet. Hun beloning werd daarom opgebouwd uit een percentage van de totale opbrengst van de aangevoerde – verkochte – vis door de andere vissersschepen.

## Aardappelen
Door het Rijksbureau Voedselvoorziening werd begin 1944 een contract met België afgesloten voor het leveren van aardappelen onzerzijds in ruil voor haring, te leveren door België anderzijds. Alhoewel de Nederlandse Visserijcentrale formeel had opgehouden te bestaan werden toch nog door de Centrale bepaalde medewerkers aangewezen die in het buurland de toelevering van Belgische haring zouden begeleiden en controleren. Ook hier weer de competentiestrijd want de reder Simon Vrolijk, een NSB'er van het eerste uur en de eigenaar van nog steeds vissende schepen, drong zich hier naar voren, dit tot ergernis van de directbetrokkenen. Hoe dan ook, werknemers uit het rederijbedrijf van Vrolijk kregen een vergunning om de haring in België in te zouten en naar Nederland te doen vervoeren.

## Productschap voor Vis en Visproducten
Bij de opheffing van de Nederlandse Visserijcentrale per 1 januari 1944 werd het, onder het Bedrijfschap voor Visserijproducten ressorterende Centrale Aan- en Verkoopbureau van Visserijproducten, belast met de liquidatie. Bij de inwerkingtreding van de Wet op de Publiekrechtelijke Organisaties (PBO) werd het destijds ingestelde Productschap voor Vis en Visproducten de opvolgende instantie. Op verzoek van dit Productschap werd het archief van de Nederlandse Visserijcentrale – tot dan toe opgeslagen in het gebouw van dit Productschap aan de Wassenaarseweg 20 te 's-Gravenhage – op 23 oktober 1962 overgebracht naar de archiefbewaarplaats van het Ministerie van Landbouw en Visserij te Schiedam.

## Dr. D. Buddenböhmer
Het noemen in enkele – relevante – dossiers en verslagen van de naam Buddenböhmer is nogal opmerkelijk. Genoemde Dr. D. Buddenböhmer maakte deel uit van de zogenaamde Geschäftsgruppe Ernährung und Landwirtschaft en hij voerde daarbij in die zin de betiteling Generalkommissar für Finanz und Wirtschaft. Het Reichskommissariat für Finanz und Wirtschaft was gevestigd aan de Wassenaarseweg 40 te Den Haag. De eerder besproken J.D. Vader meldde over hem dat:
Dr. Buddenböhmer wordt beraden door de heren Dr. Alf en Dr. Stuth. Dr. Alf is Fachstands Führer für die Fischerei en Directeur der Nordsee Fischerei Gesellschaft terwijl Dr. Stüth de eigenlijke eigenaar is van een Duitsche Vischhandel die hier als dochter-onderneming de Maatschappij IMEX heeft. Over de handelingen dezer vischhandel bestaan in Nationaal Socialistische kringen der Vischhandel vele bezwaren.
 Op 19 juli 1943 eiste Dr. Buddenböhmer van de Nederlandse Visserijcentrale een opgave van alle op dat ogenblik in de Noordzee en andere wateren vissende Nederlandse schepen. Het ging om de thuishaven, de reder, het registratienummer, het bouwjaar en het motorvermogen. Overigens geeft naoorlogs onderzoek over de hier besproken Buddenböhmer geen aanvullende resultaten.